# Souterrain vom Langwell Water
Das Souterrain vom Langwell Water liegt westlich von Berriedale, bei Latheron in Caithness in Schottland. Bei Souterrains wird zwischen „earth-cut“, „rock-cut“, „mixed“, „stone built“ und „wooden“ Souterrains unterschieden.
Das Souterrain liegt nördlich des Langwell Water in einer 15,0 m messenden ovalen Einhegung aus einem nur teilweise erhaltenen 0,6 bis 2,8 m hohen und 2,5 bis 2,7 m breiten Erde-Stein-Wall. Das Innere des Walls ist mit 0,8 m hohen Steinen ausgekleidet. Die in den Hang gebaute Einhegung hat einen Eingang von etwa 1,0 m Breite, der am Ostende von großen Steinen gesäumt ist. Auf der Nordseite des Eingangs liegen die Reste eines Souterrains in Form eines mit Steinen ausgekleideten Ganges, der im Norden eine kurze Strecke in die Böschung führt und in einer kleinen, halbkreisförmigen Kammer von 0,7 m Tiefe und 1,0 m Breite endet, die mit einer großen Steinplatte bedeckt ist. Das Souterrain scheint von der Nordostseite des Zugangs aus betreten worden zu sein, aber nur die hintere Hälfte der teilweise überdachten Endkammer ist sichtbar, der Rest ist mit Steinen verfüllt. Die Entfernung vom Eingang bis zur Rückseite der Kammer beträgt 4,3 m.
Eine weitere Einhegung liegt 40 m westlich.